# Mochloribatula grandjeani
Mochloribatula grandjeani är en kvalsterart som beskrevs av Sandór Mahunka 1978. Mochloribatula grandjeani ingår i släktet Mochloribatula och familjen Mochlozetidae. Inga underarter finns listade i Catalogue of Life.